# Inline-Speedskating-Europameisterschaften 1994
Die Europameisterschaften wurden im spanischen Pamplona ausgetragen. Die Wettkämpfe fanden vom 30. Juli bis 7. August 1994 statt.

## Frauen
| Distanz              | Gold                    | Silber                                          | Bronze                  |
| Bahn                 | Bahn                    | Bahn                                            | Bahn                    |
| -------------------- | ----------------------- | ----------------------------------------------- | ----------------------- |
| 300 m Einzelsprint   | Anne-Francoise Leveufre | Valerie Dieumegard                              | Elisabetta Giorgini     |
| 500 m Sprint         | Elisabetta Giorgini     | Michaela Manucci                                | Maria Tereza Garcia     |
| 1500 m Sprint        | Edurne Elcano           | Elisabetta Giorgini                             | Anne Titze              |
| 3000 m Massenstart   | Nazaret Menedez         | Loredana Piovani                                | Anne Titze              |
| 5000 m Punkte        | Sandrine Plu            | Caroline Lagrée                                 | Hilde Goovaerts         |
| 8000 m Massenstart   | Caroline Lagrée         | Sandrine Plu                                    | Araceli Larrea          |
| 10000 m Ausscheidung | Michaela Manucci        | Nazaret Menedez                                 | Maria Tereza Garcia     |
| Straße               |                         |                                                 |                         |
| 300 m Einzelsprint   | Valerie Dieumegard      | Sheila Herrero                                  | Anne-Francoise Leveufre |
| 500 m Sprint         | Luana Pilia             | Anne Titze                                      | Ilka Briffaerts         |
| 1000 m Sprint        | Sheila Herrero          | Anne-Francoise Leveufre                         | Anne Titze              |
| 3000 m Massenstart   | Luana Pilia             | Sandrine Plu                                    | Anne Titze              |
| 5000 m Punkte        | Hilde Goovaerts         | Janita Smit                                     | Sandrine Plu            |
| 8000 m Massenstart   | Hilde Goovaerts         | Sandrine Plu                                    | Araceli Larrea          |
| 10000 m Ausscheidung | Luana Pilia             | Anne Titze                                      | Maria Tereza Garcia     |
| 5000 m Staffel       | Italien                 | Deutschland Anne Titze Kerstin Sacré Grit Lange | Frankreich              |

## Männer
| Distanz              | Gold              | Silber                                               | Bronze              |
| Bahn                 | Bahn              | Bahn                                                 | Bahn                |
| -------------------- | ----------------- | ---------------------------------------------------- | ------------------- |
| 300 m Einzelsprint   | Pascal Gravouil   | Michael Bolivard                                     | Pascal Briand       |
| 500 m Sprint         | Alessio Gaggioli  | Sergio Ugarte                                        | Michael Bolivard    |
| 1500 m Sprint        | Alessio Gaggioli  | Pascal Gravouil                                      | Davy Willems        |
| 5000 m Massenstart   | Marco Giannini    | Ippolito Sanfratello                                 | Carlos Lamberto     |
| 10000 m Punkte       | Alain Nègre       | Arnaud Gicquel                                       | Massimiliano Presti |
| 15000 m Massenstart  | Arnaud Gicquel    | Massimiliano Presti                                  | Alain Nègre         |
| 20000 m Ausscheidung | Arnaud Gicquel    | Jesus Lamberto                                       | Carlos Lamberto     |
| Straße               |                   |                                                      |                     |
| 300 m Einzelsprint   | Franck Tarray     | Arnaud Gicquel                                       | Nico Briffaerts     |
| 500 m Sprint         | Dirk Breder       | Wilmer Paloschi                                      | Pascal Gravouil     |
| 1500 m Sprint        | Franck Tarray     | Armando Capannolo                                    | Cédric Michaud      |
| 5000 m Massenstart   | Armando Capannolo | Dirk Breder                                          | Philippe Poirier    |
| 10000 m Massenstart  | Arnaud Gicquel    | Alain Nègre                                          | Carlos Lamberto     |
| 15000 m Massenstart  | Arnaud Gicquel    | Armando Capannolo                                    | Carlos Lamberto     |
| 20000 m Ausscheidung | Frank Fiers       | Arnaud Gicquel                                       | Armando Capannolo   |
| 10000 m Staffel      | Italien           | Deutschland Dirk Breder Matthias Knoll Ralf Göthling | Frankreich          |